# NGO Monitor
НПО монитор (англ. NGO Monitor) — израильская некоммерческая организация (НКО), занимающаяся сбором информации о неправительственных организациях (НПО), анализом их деятельности и распространением результатов своих исследований.

## Общие данные
NGO Monitor основана в 2002 году профессором Джеральдом Штейнбергом при финансовой поддержке Фонда семьи Векслеров. Первые годы действовала в рамках Иерусалимского центра общественной политики. В 2007 году организация была официально зарегистрирована как некоммерческая корпорация («амута») в Израиле.  Награждена премией имени Бегина в 2013 году.

### Цели и задачи
Главной целью NGO Monitor является критическое исследование деятельности антиизраильских НПО, провозгласивших правозащитную или гуманитарную повестку и действующих главным образом на международной арене. Ввиду ограниченных ресурсов организация сосредотачивает свои усилия на анализе деятельности таких НПО в ближневосточном регионе. НПО монитор, действующая под девизом «Права человека, гласность, ответственность», нередко выявляет завуалированную политическую деятельность отдельных НПО. Отчёты и материалы НПО монитор предназначены для журналистов, политиков, благотворительных учреждений, исследователей и широкой общественности.

### Руководство
- Джеральд Штейнберг (президент)
- Дов Ярден (гендиректор)
- Энн Херцберг (юрисконсульт)
- Ицхак Сантис (главный директор программ)
- Нафтали Балансон (главный редактор)

### Международный консультативный совет
В состав Международного консультативного совета (International Advisory Board) организации входят Алан Дершовиц, Эли Визель, Джуда Перл, Эйнат Вильф, Рут Вайс, Роберт Джеймс Вулси и другие известные личности.

### Проверяемые организации (небольшая выборка)
- Международные: Международная амнистия, Хьюман Райтс Вотч, Международная федерация за права человека, Оксфэм, Институт «Открытое общество»
- Американские организации: JStreet, Фонд Форда, Новый израильский фонд (New Israel Fund (NIF)[англ.]), Электронная интифада (Electronic Intifada (EI)[англ.])
- Израильские организации: Адалла (en:Adalah[англ.]), Ассоциация в защиту гражданских прав в Израиле (Association for Civil Rights in Israel (ACRI)[англ.]), Бецелем, Шоврим Штика (Breaking the Silence[англ.]), Махсом уотч (Machsom Watch[англ.]), Моссауа (Mossawa[англ.]), Еш Дин, Раввины за права человека (Rabbis for Human Rights[англ.]), Молад – центр по обновлению демократии (Molad[англ.])[10], Альтернативный информационный центр[11], Ха-Мокед ле-хаганат ха-прат (en:HaMoked[англ.])[12], Акевот - институт исследования израильско-палестинского конфликта[13].
- Палестинские организации: Аль-Хак (Al Haq[англ.])[14], Палестинский центр по правам человека[11].

## Деятельность
Во время проходившей в 2001 году в Дурбане Всемирной конференции против расизма («Дурбан I») собрался Форум НПО, некоторые документы которого имели антиизраильскую и антисемитскую направленность. Форум назвал Израиль «государством апартеида» и рекомендовал изолировать его посредством бойкотов и санкций. Потрясённый поведением некоторых НПО и решениями их Форума, профессор Джеральд Штейнберг через несколько месяцев после «Дурбана I» основал организацию NGO Monitor, которая действует для достижения отмеченных выше целей.

### Мониторинг НПО
NGO Monitor осуществляет мониторинг работы НПО, действующих на поприще защиты прав человека. Этому мониторингу подвергаются те НПО, которые объявили своей целью правозащитную и гуманитарную деятельность, однако на практике отклоняются от свой провозглашённой миссии, а иногда даже «продвигают антитезу» такой миссии. В деятельности некоторых НПО стёрта грань между защитой универсальных прав человека и преследованием узких политических целей. Порой такие НПО не только не содействуют укреплению демократии, но и сами, отклоняясь от принципов прозрачности и подотчётности, являются недемократическими институтами.
Под мониторгом находятся три типа НПО. Первая группа состоит из международных организаций; вторая группа состоит из региональных НПО; третья группа — из НПО, которые собирают средства для поддержки региональных НПО. Полученные в результате мониторинга голые факты используются для публикаций и для научно-исследовательской работы.

### Выявление финансовых потоков
Финансирование НПО нередко производится по секретным и непрозрачным каналам. Надзора и аудита финансирования политических НПО практически нет. Согласно данным NGO Monitor, иностранные правительства и благотворительные фонды только региональным НПО в Израиле переводят ежегодно от 50 до 100 миллионов евро. Особую активность в этом финансировании проявляет Евросоюз, который согласно журналисту Йоаву Ицхаку попирает законы государства, «пытаясь формировать общественно-политическую повестку дня и электоральные предпочтения израильтян». Активным финансированием леворадикальных НПО занимаются также многие европейские государства, США и многочисленные западные фонды. NGO Monitor выявляет некоторые финансовые потоки к НПО и публикует результаты своих расследований, однако отдельным НПО удаётся засекретить истинные источники своего финансирования, и NGO Monitor не может проконтролировать финансовые потоки, ведущие к этим организациям.

#### Финансовые потоки от иностранных правительств
- Евросоюз[22][25]
- Швеция[22][26]
- Норвегия[27]
- Швейцария[23]
- Нидерланды[19][28][29]
- Германия[30][31]
- США[22][32]

#### Финансовые потоки от иностранных фондов
- Новый израильский фонд[22][23]
- Фонд Форда[22][23]
- Фонд «Открытое общество»[22]
- Христианская помощь (Великобритания)[3]

### Научно-исследовательская работа
В одном из своих интервью профессор Джеральд Штейнберг определил NGO Monitor как научно-исследовательскую организацию, которая анализирует деятельность НПО, позицирующих себя правозащитными и действующих, в частности, в ближневосточном регионе. Исследования организации ведутся на академическом уровне и характеризуются полнотой и высокой точностью.
Примером исследования может служить доклад под названием «Условный суверенитет: Влияние иностранных правительств на политические организации в Израиле» (на английский он переведен как «Троянский конь — деньги европейских правительств в израильских неправительственных организациях»), подготовленный NGO Monitor и Институтом сионистской стратегии. В этой публикации проводится анализ деятельности и политической позиции более чем 20 НПО, финансируемых Европой. Для каждой НПО даётся детальный разбор методов, которыми она пользуется, чтобы влиять на израильских государственных деятелей, судебную систему государства и формировать в нём общественное мнение.

### Публикация отчётов и исследований
NGO Monitor публикует отчеты, статьи, монографии, научные работы, информационные листки, пресс-релизы, презентации и другие материалы. Уже в 2006 году организация публиковала примерно 4 отчёта ежемесячно и рассылала их 7300 журналистам, НПО, спонсорам, дипломатам, учёным.
Особый интерес вызывает монографическая серия Монитора, в которой опубликованы монографии «Скрытая рука Европы» — об отсутствии прозрачности и подотчетности в финансировании НПО Евросоюзом,  «Троянский конь», «Юридическая война» и другие. Газета «Вашингтон пост» называет монографию «Юридическая война» исчерпывающим и убедительным отчётом, документирующим использование НПО Международного уголовного суда и международных правовых принципов как средств борьбы.
Публикации NGO Monitor разоблачают двойные стандарты некоторых правозащитных НПО, их антиизраильскую кампанию БиДиЭс (BDS — бойкот, санкции и сокращение инвестиций) в университетах и церквях, исследуют достоверность информации, предоставленной НПО комиссии Голдстоуна. Некоторые статьи Монитора посвящены критическому разбору отдельных НПО, например организации Международная амнистия и Ассоциация в защиту гражданских прав в Израиле.

### Информация на веб-сайте
В 2007 году NGO Monitor открыла новую версию своего веб-сайта. Сайт содержит алфавитный каталог НПО, в котором приводятся описание организации, источники её финансирования, цитаты из её пресс-релизов и ссылки на публикации, связанные с деятельностью организации.
В подразделах раздела «Ресурсы»  регулярно публикуются многочисленные материалы, связанные с различными аспектами деятельности НПО. Согласно Дову Контореру, многообразие материала обеспечивает лишь доказанный минимум информации об иностранном финансировании НПО, однако «заведомо не открывает нам всей картины, связанной с насаждением и содержанием агентуры влияния».
Раздел «БиДиЭс» (BDS) сайта содержит информацию о политических кампаниях BDS, проводимых в соответствии со «стратегией Дурбана». Сайт приводит список НПО, участвующих в  кампаниях BDS, и данные об их спонсорах, без финансовой поддержки которых эти кампании были бы невозможны.

### Доклады в парламентах
Материалы NGO Monitor были использованы в Кнессете, Конгрессе США, а также в парламентах Великобритании, Ирландии, Испании и Евросоюза.
В 2009 году монография «Троянский конь» была представлена участникам конференции в Кнессете, где обсуждалось влияние европейских правительств на внутреннюю политику Израиля. Представитель NGO Monitor на конференции поддержал предложение закрепить в законодательном порядке требование финансовой отчётности НПО, существующих за счёт иностранного финансирования, и предложил включить в подотчётность данные о средствах, используемых на организацию политических протестов и конференций. Президент NGO Monitor Джеральд Штейнберг неоднократно участвовал в заседаниях различных комиссий Кнессета.
В 2005—2006 годах доклады NGO Monitor были представлены комиссии по борьбе с антисемитизмом и другим британским парламентским комиссиям. В 2009—2012 годах представители Монитора представили доклады и выступали перед парламентскими комиссиями Италии, Ирландии, Евросоюза, Великобритании, а в 2013 году перед Конгрессом США.

### Обращения в суд
Правительства Евросоюза и её членов пытаются повлиять на политику зарубежных стран посредством массивных финансовых влияний в некоторые НПО. Деятельность таких организаций и их псевдонаучные отчёты причиняют большой ущерб государствам, и примером тому может служить отчёт комиссии Голдстоуна, обвинявшей Израиль и ЦАХАЛ в преступлениях. Европейские правительства утаивают информацию о финансировании НПО и запросы к ним, как правило, заканчиваются безрезультатно.
В октябре 2008 года NGO Monitor запросила у Европейской комиссии данные о финансировании Евросоюзом НПО, действующих в Израиле. Согласно европейскому закону о свободе информации такие данные должны быть предоставлены по требованию, однако запрос был отклонён под предлогом «угрозы общественной безопасности», «нарушения приватности» и «защиты коммерческих интересов». В январе 2010 года Монитор подала в Европейский суд жалобу против Европейской комиссии и требовала обеспечить прозрачность финансирования 116 проектов НПО.
В декабре 2012 года Суд Европейского союза в Люксембурге, не позволив заявителю предстать перед ним, отклонил его требование. Журналист Дов Конторер прокомментировал решение Европейского суда следующим образом: «Гражданам Израиля не следует знать, какие именно организации в их стране пользуются финансовой поддержкой ЕС, под какие заявленные цели выделяется им эта поддержка, в каком объеме, с учетом каких критериев. Израильтянин может быть объектом манипуляций, совершаемых в угоду чуждым и даже враждебным его стране политическим интересам...».

## Избранные публикации
- Селективное применение международного права[53]
- Доклад Госдепартамента США о правах человека ссылается на политизированные НПО[54]
- Обзор публикаций «Международной амнистии» в 2007 году[55]
- «Пересмотр» отчета Голдстоуна – критический анализ[56]
- Введение в НПО Израиля: информация к дискуссии и часто задаваемые вопросы[57]
- Финансирование НИФом в 2011 году: шаг вперёд, шаг назад[58]
- Финансирование Германией политических НПО, вовлечённых в арабо-израильский конфликт[59]
- Годовой отчет NGO Monitor за 2012 года[60]
- Деятельность BDS в американских кампусах: ССП и её сеть НПО[61]
- Анализ грантов израильским НПО, годовые отчеты 2012-2014[62]

### Монографическая серия
- Скрытая рука Европы[63]
- «Стратегия Дурбана» продолжается[64]
- Эксперты или идеологи?[65]
- Троянский конь[66]
- «Юридическая война» НПО[67]
- Плохая инвестиция[68]
- Комплексная проверка и подотчётность?[69]
- Права второго сорта для женщин Ближнего Востока[70]

## Оценки

### Положительные
По оценке политолога В.А. Корочкиной, преподавателя и доцента Санкт-Петербургского государственного университета и научного сотрудника Института Ближнего Востока,  NGO Monitor является уникальным и надежным источником информации для правительства в Израиле и иностранных правительств, представителей правительственной коалиции и оппозиции, израильских и международных СМИ, гражданского общества, дипломатов и широкой общественности об израильских неправительственных организациях, о кампании BDS, правовой войне и делегитимизации Израиля.

### Отрицательные
По оценке, высказанной в совместном исследовании группы политологов, доцента Сары Кальм, доцента Лизы Стрёмбом и профессора Андерса Ухлина из Лундского университета (Швеция), NGO Monitor, по всей видимости, «продвигает произраильские взгляды на конфликт» и в организационном плане «может быть не столь независимой» организацией. Правозащитная организация Human Rights Watch заявила, что NGO Monitor осуждает любого, кто критикует Израиль, и что она в целом не склонна признавать обоснованность этой критики.